# Verwaltungsgemeinschaft Oranienbaum
In der Verwaltungsgemeinschaft Oranienbaum waren im sachsen-anhaltischen Landkreis Anhalt-Zerbst die Gemeinden Brandhorst, Griesen, Horstdorf und Kakau sowie die Stadt Oranienbaum zusammengeschlossen. Sie wurde 1994 gegründet. Verwaltungssitz war Oranienbaum. Am 1. Januar 2005 wurden die Gemeinden in die Verwaltungsgemeinschaft Wörlitzer Winkel eingegliedert.